# Ethelfleda de Wessex
Ethelfleda de Wessex (en anglosajón: Æthelflæd; 869-Tamworth, 918) fue la hija mayor de Alfredo el Grande y de su esposa Ethelswitha. Contrajo matrimonio con Etelredo II de Mercia, a cuya muerte, gobernó el Reino de Mercia entre 911 y 918. La Crónica anglosajona la denomina Señora de los mercios.

## Matrimonio
Ethelfleda nació en torno a 870, siendo la hija mayor del rey Alfredo el Grande y de su esposa mercia, Ethelswitha. Por lo tanto, era mitad mercia y su matrimonio con Etelredo, señor de los mercios, selló una alianza entre Wessex y Mercia. Fue descrita como "mi hija mayor", y recibió tierras y 100 mancusos; mientras que Etelredo, el único ealdorman mencionado con su nombre, recibió una espada cuyo valor eran igualmente 100 mancusos. Aunque las primeras referencias de Ethelfleda como esposa de Etelredo se remontan a 887, el matrimonio pudo haber tenido lugar antes, quizás cuando se presentó ante Alfredo tras la recuperación de Londres un año antes. Etelredo era mucho mayor que su esposa y solo tuvieron una única hija conocida, Elfwynn. Athelstan, el hijo mayor de Eduardo el Viejo y futuro rey de Inglaterra, fue llevado a la corte y, según Martin Ryan, disfrutó de las campañas contra los vikingos.

## Señora de Mercia
Tras la muerte de su marido en 911, Ethelfleda se convirtió en Señora de los mercios. Ian Walker describe su sucesión como el único caso de gobierno femenino en un reino anglosajón y "uno de los eventos únicos en la alta Edad Media". En Wessex, a la mayoría de mujeres no se les permitió alcanzar ningún papel político; a la esposa de Alfredo ni siquiera se le concedió el título de reina. En Mercia, la hermana de Alfredo, Etelswita, fue la esposa del rey Burgred; firmó como reina junto a su marido. Ethelfleda se benefició de la tradición mercia de la importancia de la reina y pudo tener un papel decisivo a comienzos del siglo X como Señora de los mercios, lo que no habría podido ser posible en Wessex.
Cuando Etelredo murió, Eduardo tomó el control de las ciudades mercias de Londres y Oxford y sus alrededores, territorios que su padre Alfredo puso bajo gobernación mercia. Ian Walker sugiere que Ethelfleda aceptó la pérdida de tierras a cambio del reconocimiento de su poder en Mercia. Alfredo había construido una red de burhs (fortificaciones) en Wessex, y Eduardo y Ethelfleda proyectaron ampliar este conjunto para mejorar sus defensas y construir bases para atacar a los vikingos. Según Frank Stenton, Ethelfleda lideró expediciones de su propio ejército mercio.

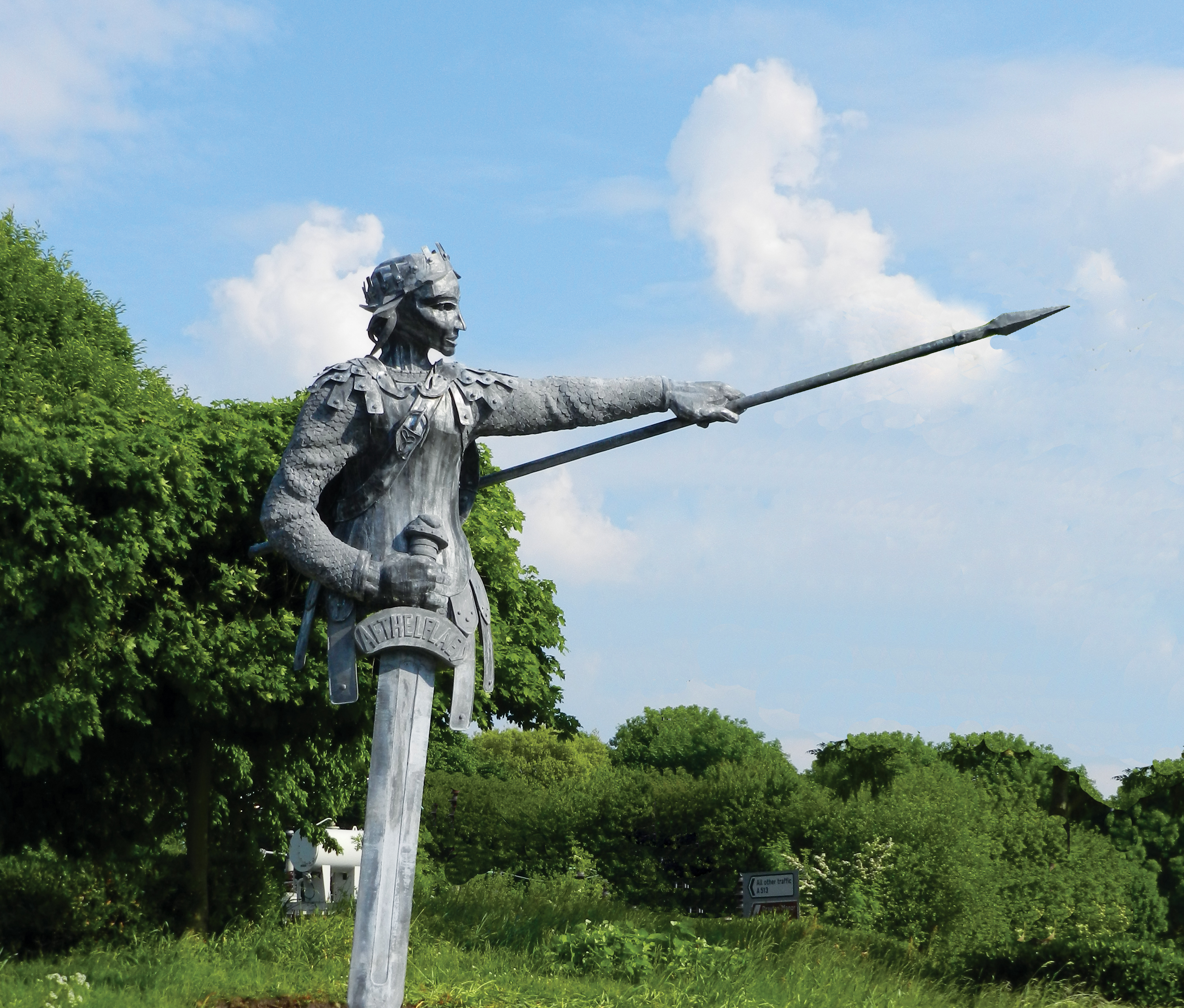
Estatua de Ethelfleda (2018) ubicada en el exterior de la estación ferroviaria de Tamworth en conmemoración a los 1100 años de su fallecimiento en la ciudad.

Ethelfleda fortificó una ciudad desconocida llamada Bremesburh en 910 y dos años después realizó un paso para cruzar el río Severn en Bridgnorth. En 913 protegió Tamworth contra los vikingos de Leicester y cerró el acceso desde Trent Valley a Stafford. En 914 el Ejército mercio repelió una invasión vikinga desde Brittany y se reparó una fortificación de la Edad de Hierro en Eddisbury para evitar la invasión desde Northumbria o Cheshire; asimismo, Warwick fue fortificada. En 915 Chirbury fue fortificada para asegurar la ruta Gales-Runcorn junto al río Mersey.
En 917 tres invasiones vikingas fracasaron cuando Ethelfleda envió un ejército que capturó Derby y sus alrededores. La ciudad era uno de los cinco burgos de Danelaw, junto a Leicester, Lincoln, Nottingham y Stamford. Derby fue la primera que cayó ante los anglosajones. Tim Clarkson, quien describe a Ethelfleda como "una líder militar de renombre", considera que la victoria de Derby fue "su triunfo más relevante". A final de ese año, los vikingos de Anglia Oriental se rindieron ante su hermano Eduardo el Viejo. A comienzos de 918, Ethelfleda ganó posiciones en Leicester y la mayoría de los vikingos se rindieron. Unos meses más tarde, los vikingos de York ofrecieron pleitesía a Ethelfleda, probablemente para asegurar su apoyo contra los nórdicos de Irlanda, aunque murió el 12 de junio de 918, antes de que pudiera poner en práctica su alianza. No se conoce una oferta similar a Eduardo el Viejo. Según Three Fragments, en 918 Ethelfleda lideró un ejército de escoceses y anglosajones de Northumbria contra los nórdicos liderados por Ragnall en la Batalla de Corbridge.
Poco se conoce sobre la relación de Ethelfleda con los galeses. El único evento conocido fue en 916, cuando envió una expedición para vengar el asesinato de un abad mercio y sus compañeros; sus hombres destruyeron el crannog real de Brycheiniog en el lago Llangorse y capturaron a la reina y treinta y tres acompañantes. Según la Crónica anglosajona, favorable a Eduardo el Viejo, tras la muerte de Ethelfleda "los reyes galeses, Hywel, Clydog e Idwal, y todos los galeses desearon a Eduardo como su señor".
No se acuñaron monedas con el nombre de Etelredo o Ethelfleda, pero en 910 se acuñaron peniques de plata en Mercia occidental con diseños inusuales en el reverso y pudieron reflejar el deseo de Ethelfleda de distinguir las acuñadas por su hermano. Tras su muerte, estas monedas volvieron a ser iguales a las producidas en Wessex.

## Fallecimiento

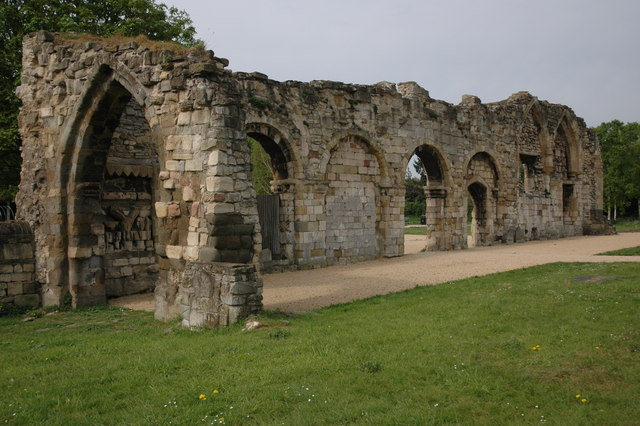
Las ruinas de St. Oswald's Abbey en Gloucester, donde Ethelfleda y su esposo Etelredo II fueron enterrados.

Ethelfleda murió en Tamworth el 12 de junio de 918 y su cadáver fue trasladado a Gloucester (121 kilómetros), donde fue enterrada junto a su marido en su fundación, St. Oswald's Minster. Según el Mercian Register, Ethelfleda fue enterrada en el pórtico oriental. Una investigación arqueológica encontró un edificio que coincide con un mausoleo real en el límite oriental de la iglesia. La ubicación junto al santo hubiera sido un lugar prestigioso para albergar los restos de Ethelfleda y Etelredo. Guillermo de Malmesbury escribió que sus restos fueron encontrados en la zona sur del pórtico en unas obras del siglo XII. Aunque puede que el historiador se equivocara, es posible que los restos fueran trasladados desde la zona prestigiosa junto al santo, quizás cuando dejaron de ser recordados o durante el siglo X cuando se minimizó el honor dado hacia los predecesores mercios.
El lugar de enterramiento era simbólico. Victoria Thompson declara que si Ethelfleda hubiera elegido el mausoleo real de su hermano Eduardo el Viejo en Winchester como lugar de enterramiento de su marido y suyo, se hubiera enfatizado el carácter subordinado de Mercia, mientras que otros lugares tradicionales mercios como Repton (Derbyshire) habrían sido considerados un acto de independencia. Por lo tanto, Gloucester, en el límite con Wessex, era un compromiso entre ambos reinos. Martin Ryan considera que se construyó "algo así como un mausoleo real, con la intención de reemplazar el de Repton que había sido destruido por los vikingos". Ethelfleda murió unos meses antes de ver la conquista final del sur del Danelaw por Eduardo. Fue sustituida como Señora de los mercios por su hija, Elfwynn, aunque en diciembre de 918 Eduardo la depuso y tomó el control de Mercia. Numerosos mercios se opusieron y llevaron con gran resentimiento la subordinación al reino de Wessex. Eduardo murió en 924 en Farndon (Cheshire) unos días después de hacer fracasar una rebelión mercia y galesa en Chester.

## En la ficción
Ethelfleda de Wessex fue representada por la actriz británica Millie Brady en la serie The Last Kingdom desde su segunda temporada (2017).
Ethelfeda de Wessex hace aparición en  videojuego Rise Of Kingdoms como un personaje desbloqueable bajo el apodo “Señora de Mercia”

| Predecesor: Etelredo II de Mercia | Reina de Mercia 911 - 918 | Sucesor: Elfwynn |